# Francie na Letních olympijských hrách 1996
Francii na Letních olympijských hrách v roce 1996 reprezentovala výprava 301 sportovců (197 mužů a 104 žen) ve 25 sportech.

## Medailisté
| Medaile | Jméno                                                                              | Sport             | Soutěž                                                    |
| ------- | ---------------------------------------------------------------------------------- | ----------------- | --------------------------------------------------------- |
| Zlato   | Jean Galfione                                                                      | Atletika          | Muži skok o tyči                                          |
| Zlato   | Marie-José Pérecová                                                                | Atletika          | Ženy 200 metrů                                            |
| Zlato   | Marie-José Pérecová                                                                | Atletika          | Ženy 400 metrů                                            |
| Zlato   | Frank Adisson Wilfrid Forgues                                                      | Kanoistika        | C2 slalom muži                                            |
| Zlato   | Florian Rousseau                                                                   | Cyklistika        | Muži 1000 m s pevným startem                              |
| Zlato   | Christophe Capelle Philippe Ermenault Jean-Michel Monin Francis Moreau Hervé Thuet | Cyklistika        | Družstvo mužů 4000 m stíhací závod                        |
| Zlato   | Jeannie Longová                                                                    | Cyklistika        | Ženy silniční závod jednotlivců                           |
| Zlato   | Félicia Ballangerová                                                               | Cyklistika        | Ženy sprint                                               |
| Zlato   | Nathalie Lancien                                                                   | Cyklistika        | Ženy bodovací závod                                       |
| Zlato   | Laura Flesselová-Colovicová                                                        | Šerm              | Ženy kord                                                 |
| Zlato   | Valerie Barloisová Laura Flesselová-Colovicová Sophie Moresséeová-Pichotová        | Šerm              | Družstvo žen kord                                         |
| Zlato   | Djamel Bouras                                                                      | Judo              | Muži do 78 kg                                             |
| Zlato   | David Douillet                                                                     | Judo              | Muži nad 95 kg                                            |
| Zlato   | Marie-Claire Restouxová                                                            | Judo              | Ženy do 52 kg                                             |
| Zlato   | Jean Pierre Amat                                                                   | Sportovní střelba | Muži 50 metrů libovolná malorážka 3×40 ran polohový závod |
| Stříbro | Philippe Ermenault                                                                 | Cyklistika        | Muži 4000 m stíhací závod (jednotlivci)                   |
| Stříbro | Marion Clignet                                                                     | Cyklistika        | Ženy stíhací závod (jednotlivkyně)                        |
| Stříbro | Jeannie Longová                                                                    | Cyklistika        | Ženy časovka jednotlivců                                  |
| Stříbro | Lionel Plumenail                                                                   | Šerm              | Muži fleret                                               |
| Stříbro | Valerie Barloisová                                                                 | Šerm              | Ženy kord                                                 |
| Stříbro | Gilles Bosquet Daniel Fauche Olivier Moncelet Bertrand Vecten                      | Veslování         | Muži čtyřka bez kormidelníka                              |
| Stříbro | Ghani Yalouz                                                                       | Zápas             | muži, řecko-římský do 68 kg                               |
| Bronz   | Patricia Girardová                                                                 | Atletika          | Ženy 100 m překážek                                       |
| Bronz   | Patrice Estanguet                                                                  | Kanoistika        | C1 slalom muži                                            |
| Bronz   | Myriam Foxová-Jérusalmiová                                                         | Kanoistika        | K1 slalom ženy                                            |
| Bronz   | Miguel Martinez                                                                    | Cyklistika        | Muži cross-country                                        |
| Bronz   | Alexandra Ledermannová                                                             | Jezdectví         | Parkurové skákání - jednotlivci                           |
| Bronz   | Franck Boidin                                                                      | Šerm              | Muži fleret                                               |
| Bronz   | Jean-Michel Henry Robert Leroux Éric Srecki                                        | Šerm              | Družstvo mužů kord                                        |
| Bronz   | Damien Touya                                                                       | Šerm              | Muži šavle                                                |
| Bronz   | Christophe Gagliano                                                                | Judo              | Muži do 71 kg                                             |
| Bronz   | Stéphane Traineau                                                                  | Judo              | Muži do 95 kg                                             |
| Bronz   | Christine Cicotová                                                                 | Judo              | Ženy nad 72 kg                                            |
| Bronz   | Samuel Barathay Frédéric Kowal                                                     | Veslování         | Muži dvojskif                                             |
| Bronz   | Michel Andrieux Jean-Christophe Rolland                                            | Veslování         | Muži dvojka bez kormidelníka                              |
| Bronz   | Hélène Cortin Christine Gosse                                                      | Veslování         | Ženy dvojka bez kormidelníka                              |
| Bronz   | Jean Pierre Amat                                                                   | Sportovní střelba | Muži 10 metrů vzduchová puška                             |